# Martin & Muñoz
Martin & Muñoz es un dúo de escultores y fotógrafos, formados por el estadounidense Walter Martin (Norfolk, Virginia, 1953) y la española Paloma Muñoz (Madrid, 1965). 

## Biografía
Walter Martin nació en Norfolk, Virginia, en 1953 y recibió su B.A. de la Old Dominion University en Virginia y su M.F.A. de la Virginia Commonwealth University.
Por su parte, Paloma Muñoz nació en Madrid, en 1965,  y es hija de la artista española Paloma Navares y hermana del cinematógrafo y productor David Muñoz. Recibió su B.A de la Universidad Complutense de Madrid y la UNED. 
Martin y Muñoz han sido un dúo profesional y personal desde que se conocieron en 1993. Viven en Milford, Pensilvania y mantienen un estudio en Williamsburg, Brooklyn. También trabajan a menudo en España.
Walter Martin & Paloma Muñoz son conocidos principalmente por sus esculturas y fotografías que contrastan escenas prístinas con escenas que parecen presagiar malos acontecimientos. Su obra contiene ciertas dosis de humor negro. En su trabajo exploran la condición humana, distopias y la alienación. Se centra en las narrativas múltiples que se implican en un momento capturado. Sus trabajos más populares son las bolas de nieve de la serie Travelers y sus fotografías de gran formato. De estas el crítico de arte del New York Times, Ken Johnson, escribió: "Como cuentos de hadas o sueños, los minúsculos tableaus son metáforas psicológicas: específicamente sobre una etapa en la que todos entramos antes o después cuándo la vida ha perdido su calor y promesa, un período en el que encuentrar nuevos caminos deviene desesperadamente urgente." El crítico de arte Carlo McCormick considera sus esferas de nieve y fotografías "un medimun de futuridad: Lo que es mágico aquí es el aspecto premonitorio, una manera de acercarse a la esfera como una forma del ver el futuro, las fortunas o desgracias que se puedan ver en una bola de cristal. Las desgracias crípticas, las insinuaciones de mortalidad, el panorámico tableaux de incidentes, mala suerte y decisiones incorrectas, es todo finalmente un medio de futuridad ..."
Algunos de sus otros proyectos incluyen Casa Ciega, Esferas, Una cura para todos los remedios y otros cuentos. El curador Dan Cameron ha elogiado la capacidad de estos artistas de combinar los aspectos visuales y los psicológicos: "Al mismo tiempo que  producen parábolas de tipo adivinanza sobre la existencia moderna, no huyen de la obligación del artista de inventar una formulación nueva de placer táctil e incluso sensual."
Walter Martin & Paloma Muñoz recibieron un encargado en el 2001 del Departamento de las Artes y Diseño de la Autoridad de Transporte Metropolitano de la ciudad de Nueva York para crear una instalación permanente para la estación de metro de Canal Street en la línea A, C y E. Su instalación —titulada "A Gathering"— consta de 181 pájaros negros de bronce situados por toda la estación. Los pájaros pueden ser encontrados en las cabinas de pago, las vayas y vigas de la zona central de la estación.
Aperture Foundation publicó una monografía de su trabajo con una texto escrito por Jonathan Lethem, quién se inspiró en su trabajo.
Martin & Muñoz crearon la imagen de la portada y arte de interior del álbum Together de los New Pornographers.
El Museum der Moderne Salzburg ha organizado en 2019 una exposición retrospectiva de la obra de ambos artistas.

## Selección de exposiciones
- 2019, "A Mind of Winter", Museum der Moderne Rupertinum, Salzburg, Austria
- 2019, "Casa Ciega: Utopía y Distopía en la Edad de Transparencia Radical", Instituto para las Humanidades, Ann Arbor, MI[9]
- 2018, "Esferas", Centro de Arte Contemporáneo Tomás y Valiente, Madrid, España
- 2017, "Snowbound", Cheekwood Botanical graden and Museum of Art, Nashville, TN
- 2017, "El Tiempo", FLAG Art Foundation , Nueva York, NY
- 2015, "Cross-Pollination", Great Hall at the Instituto of Fine Art, Nueva York, NY
- 2014, "Perturbada Inocencia", comisariado por Eric Fischl, FLAG Art Foundation    Nueva York, NY
- 2012, "Martin & Muñoz", Virginia MOCA, Virginia Playa, VA
- 2012, "Night Falls", P.P.O.W Gallery, Nueva York, NY
- 2011, "Noches Blancas", Instituto para las Humanidades en la Universidad de Míchigan, Ann Arbor, MI[10]
- 2011, "Otherworldly", comisariado por David Revere McFadden, Museum of Arts and Design, NY
- 2009, "Walter Martin & Paloma Muñoz: Wayward Bound ", John Michael Kohler Center for the Arts, Sheboygan, WI[11]
- 2008, "Buried ‘till Spring”, Galeria Isabel Hurley, Málaga, España
- 2008, "Objetos y Fotografías", Bentley Galería, Scottsdale, AZ.
- 2008, "Islas", P.P.O.W, Nueva York, NY
- 2007, "Fotografías", Cerealart, Sala de Proyectos, Filadelfia, PA
- 2007, "Secrets Sleep in Winter Clothes", MAM Mario Mauroner Arte Contemporáneo, Viena, Austria
- 2007, "White Out", ARCO Proyectos, Madrid, España
- 2005, "Frente frío", P.P.O.W Galería, Nueva York, NY
- 2004, "The Frigid Zone", Mario Mauroner Arte Contemporáneo, Salzburg, Austria
- 2004, "Travelers", Museo de la Universidad de Alicante, España
- 2004, "Travelers", Rhona Hoffman Galería, Chicago, IL
- 2003, "Travelers", P·P·O·W, Nueva York, NY
- 2003, "Travelers", Moriarty Galería, Madrid, España
- 2001, "A Gathering", una instalación permanente de 181 pájaros en bronce en la Estación de Metro de la Canal Street , línea A, C y E , Nueva York, NY[12]
- 2001, P·P·O·W, Nueva York, NY
- 2000, "Loss of Experience", Santa Barbara Contemporary Arts Forum, Santa Barbara, CA
- 1999, "Dis", Momenta Gallery, Brooklyn, Nueva York
- 1999, Espacio Caja Burgos, Burgos, España
- 1998, P·P·O·W, Nueva York, NY
- 1997, Galería Alejandro Sales, Barcelona, España
- 1996, P·P·O·W, Nueva York, NY
- 1996, Galería Moriarty, Madrid, España
- 1994, P·P·O·W, Nueva York, NY

## Colecciones
Su trabajo está en las colecciones de muchos museos prominentes, incluyendo el Museo de Arte Contemporáneo Kiasma en Helsinki,  el Museo de Arte y Diseño en Nueva York, el Centro de Arte Contemporáneo de Málaga, el Museo Nacional Centro de Arte Reina Sofía en Madrid y el Hunter Museum of American Art en Chattanooga, TN. También forman parte de colecciones privadas de instituciones prominentes, incluyendo la Progressive Art Collection, Bloomberg L.P. y el  21C Museum Hotel en Louisville, KT.

## Galerías
Los artistas están representados por la Galería P.P.O.W. en Nueva York , Galería Isabel Hurley en Málaga  y Mario Mauroner Arte Contemporáneo en Salzburg y Viena 

## Lecturas
- Sadowsky, Thorsten (2020 ISBN: 978-3-99028-3 German), «A Mind of Winter. Walter Martin & Paloma Muñoz», Museum der Moderne Salzburg.
- Sharp, Sarah Rose (2019), «Strangely Unsettling Photographs of Windowless Houses», Hyperallergic.[13]
- Gemmel, Grace-Yvette (2012), «At PPOW Gallery, duo Martin and Munoz create delightfully dark snow scenes in miniature», Politico.[14]
- Herman, Jane (2011), «Come and Get It!», The New York Times.
- Martin, Walter; Muñoz, Paloma & Jonathan Lethem (2008), Travelers, New York, New York: Aperture Foundation, ISBN 1-59711-073-6.
- McGee, Celia (2008), «Aesthetic Heft, Sized for a Snow Globe», The New York Times.
- Clark, Tim (2009), «Walter Martin and Paloma Muñoz, Travelers», 1000 Words 4 (Spring).
- Somerstein, Rachel (2006), «The Weather Inside is Frightful», ArtNews 105 (Number 5): 122-125, archivado desde el original el 15 de octubre de 2009, consultado el 8 de diciembre de 2019.
- McCormick, Carlo (2003), «Elegy in White: Walter Martin and Paloma Muñoz», Aperture Foundation 173 (Winter): 19-31, archivado desde el original el 26 de julio de 2011, consultado el 8 de diciembre de 2019.
- Kimmelman, Michael (8 de agosto de 2003), «A Seasonal Migration of Cultural Scope», The New York Times.
- Johnson, Ken (17 de enero de 2003), «ART IN REVIEW; Walter Martin and Paloma Muñoz -- 'Travelers'», The New York Times.
- Pozuelo, Abel (20 de noviembre de 2003), «Walter Martin and Paloma Muñoz», El Cultural.
- Vogel, Carol (2 de marzo de 2001), «Inside Art. Don't Feed the Birds», The New York Times.
- Raynor, Vivien (23 de febrero de 1997), «From a Partnership of Elements to a show of Playfulness», The New York Times.